# 維德拉鄉 (伊爾福夫縣)
44°16′N 26°9′E / 44.267°N 26.150°E
維德拉鄉（羅馬尼亞語：Comuna Vidra, Ilfov），是羅馬尼亞的鄉份，位於該國南部，由伊爾福夫縣負責管轄，面積69平方公里，海拔高度55米，2007年人口7,803，人口密度每平方公里113人。